# Joshua Frederick Cockey Talbott

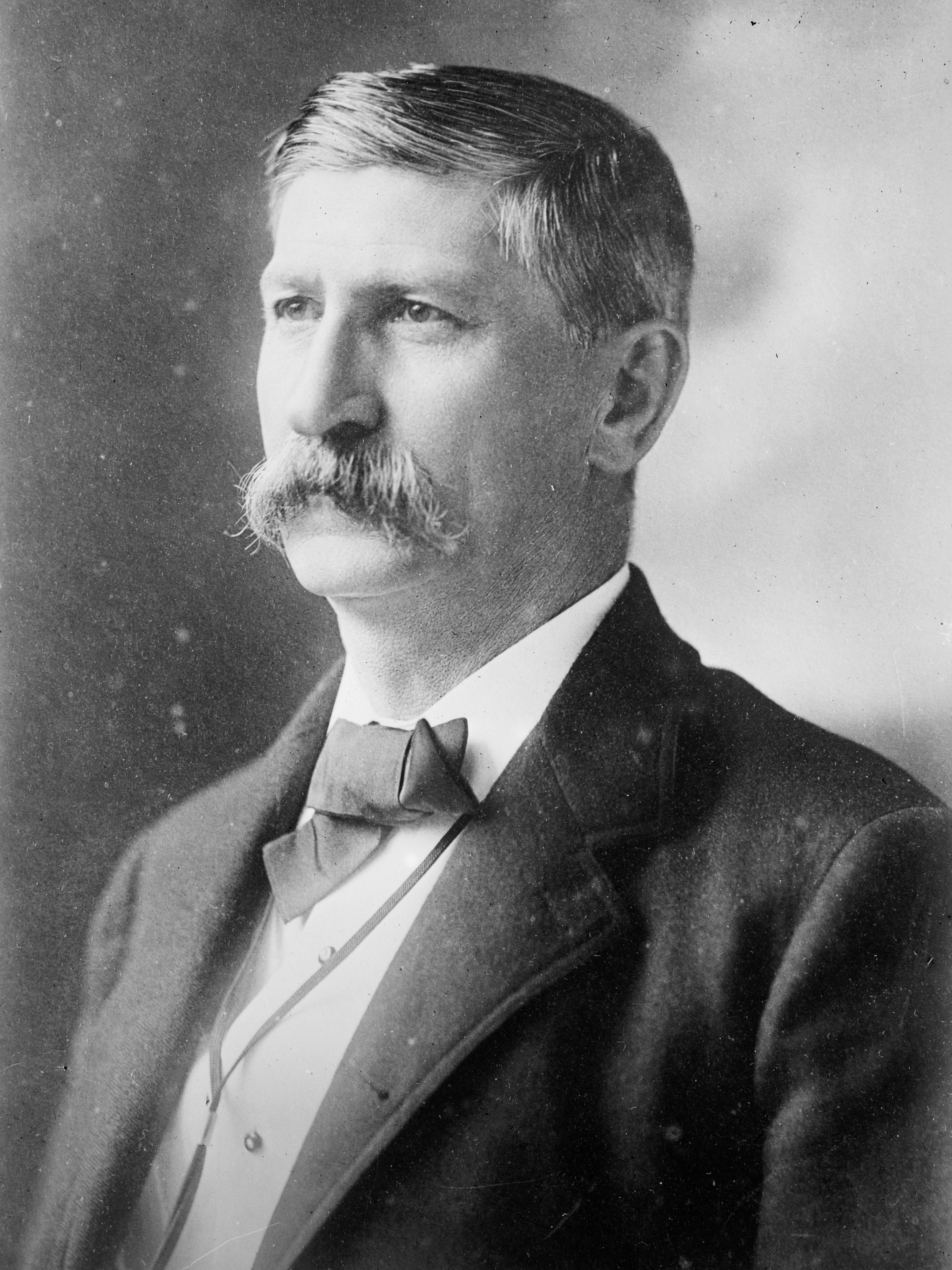
Joshua Talbott

Joshua Frederick Cockey Talbott (* 29. Juli 1843 bei Lutherville, Baltimore County, Maryland; † 5. Oktober 1918 ebenda) war ein US-amerikanischer Politiker. Zwischen 1879 und 1918 vertrat er dreimal den Bundesstaat Maryland im US-Repräsentantenhaus.

## Werdegang
Joshua Talbott besuchte die öffentlichen Schulen seiner Heimat. Während des Bürgerkrieges diente er in den Jahren 1864 und 1865 im Heer der Konföderation. Nach einem Jurastudium und seiner 1866 erfolgten Zulassung als Rechtsanwalt begann er in Towson in diesem Beruf zu arbeiten. Zwischen 1871 und 1875 fungierte Talbott als Staatsanwalt im Baltimore County. Gleichzeitig schlug er als Mitglied der Demokratischen Partei eine politische Laufbahn ein. In den Jahren 1876, 1904 und 1908 war er Delegierter zu den jeweiligen Democratic National Conventions.
Bei den Kongresswahlen des Jahres 1878 wurde Talbott im zweiten Wahlbezirk von Maryland in das US-Repräsentantenhaus in Washington, D.C. gewählt, wo er am 4. März 1879 die Nachfolge von Charles Boyle Roberts antrat. Nach zwei Wiederwahlen konnte er bis zum 3. März 1885 drei Legislaturperioden im Kongress absolvieren. Im Jahr 1884 verzichtete er auf eine weitere Kandidatur. Zwischen Oktober 1889 und Januar 1893 war er Versicherungsbeauftragter des Staates Maryland. Im Jahr 1892 wurde Talbott erneut im zweiten Distrikt in den Kongress gewählt, wo er am 4. März 1893 Herman Stump ablöste. Da er im Jahr 1894 nicht bestätigt wurde, konnte er bis zum 3. März 1895 zunächst nur eine weitere Amtszeit im Kongress verbringen.
Nach seinem Ausscheiden aus dem Kongress im Jahr 1895 praktizierte Talbott wieder als Anwalt. Im Jahr 1900 strebte er noch erfolglos seine Rückkehr in das US-Repräsentantenhaus an. Bei den Wahlen des Jahres 1902 schaffte Talbott dann den Wiedereinzug in den Kongress, wo er am 4. März 1903 auf Albert Blakeney folgte. Nach sieben Wiederwahlen konnte er dieses Mandat bis zu seinem Tod am 5. Oktober 1918 ausüben. In seine Zeit im Kongress fiel der Erste Weltkrieg. Außerdem wurden im Jahr 1913 der 16. und der 17. Verfassungszusatz ratifiziert. Dabei ging es um die bundesweite Einführung der Einkommensteuer bzw. die Direktwahl der US-Senatoren.